# Jana Cebulla
Jana Cebulla (* 1977 in Ost-Berlin) ist eine deutsche Journalistin, Hörfunkmoderatorin und Medienmanagerin.

## Leben
Cebulla wuchs in Ost-Berlin auf. Sie studierte Germanistik, Komparatistik sowie Soziologie und absolvierte von 1999 bis 2000 eine Ausbildung zur trimedialen Redakteurin an der Berliner Journalistenschule. Von Juli 2000 bis Dezember 2006 war sie für verschiedene Hörfunksender als Moderatorin tätig, unter anderem Energy Berlin, Fritz, Radio SAW und BB Radio. Von März 2008 bis Oktober 2009 fungierte sie als Chefredakteurin des Hörfunksenders 94,3 RS2.
Im November 2009 wechselte Cebulla zum Mitteldeutschen Rundfunk. Dort war sie zunächst bis Oktober 2011 als Moderatorin und Redakteurin sowie von Oktober 2011 bis September 2015 als Chefin vom Dienst für MDR Jump tätig. Im Oktober 2015 übernahm sie die Redaktionsleitung von MDR Sputnik. In dieser Position war sie auch maßgeblich für die Entwicklung von MDR Tweens verantwortlich.
Zum November 2019 übernahm Cebulla die Leitung der Hauptredaktion Junge Angebote des Mitteldeutschen Rundfunks, in der die Hörfunksender MDR Sputnik, MDR Tweens und die vom MDR produzierten Inhalte für die funk-Formate gebündelt sind. Im August 2022 übernahm sie im Rahmen einer Fusionierung die neugeschaffene Hauptredaktion MDR Kultur und Jugend am Standort Halle (Saale).